# Урієнь
Урієнь, Урієні (рум. Urieni) — село у повіті Долж в Румунії. Входить до складу комуни Теслуй.
Село розташоване на відстані 157 км на захід від Бухареста, 28 км на південний схід від Крайови.

## Населення
За даними перепису населення 2002 року у селі проживали 335 осіб. Усі жителі села рідною мовою назвали румунську.
Національний склад населення села:
| Національність | Кількість осіб | Відсоток |
| -------------- | -------------- | -------- |
| румуни         | 327            | 97,6%    |
| цигани         | 8              | 2,4%     |